# Myzomela chloroptera
Papa-mel-vermelho-de-celebes ou suga-mel-da-celebes (Myzomela chloroptera) é uma espécie de ave da família Meliphagidae.
É endémica da Indonésia.
Os seus habitats naturais são: florestas subtropicais ou tropicais húmidas de baixa altitude, florestas de mangal tropicais ou subtropicais e regiões subtropicais ou tropicais húmidas de alta altitude.